# Штинько Валентина Сергіївна
Штинько Валентина Сергіївна (народилася 23 лютого 1953, смт Локачі Волинської області) — українська поетеса, журналістка, заслужений журналіст України.

## Біографія
Валентина Штинько (Хмельовська) народилася 23 лютого 1953 року в смт Локачі Волинської області. Навчалась у Локачинській, Кремецькій, Маньківській, Затурцівській школах Локачинського району, оскільки батька майбутньої письменниці скеровували на роботу в різні села Волині.
У 1975 р. закінчила філологічний факультет Київського державного університету ім. Т. Г. Шевченка. Працювала кореспондентом у локачинській газеті «Колгоспна правда», кореспондентом багатотиражної газети заводу «Львівприлад», старшим лаборантом кафедри теорії й практики радянської преси факультету журналістики Львівського державного університету ім. І. Франка.
З 1982 р. — кореспондент волинської обласної газети «Радянська Волинь», перейменованої згодом у «Волинь-нова». Працювала редактором відділу національного відродження, ведучою «Квіткової підкови» та рубрики «Доброго дня вам, люди!».
Валентина Штинько — член трьох національних спілок — Національної спілки письменників України, Національної спілки журналістів України та Національної спілки краєзнавців України, очолює первинну організацію Національної спілки журналістів України редакції газети.
Упродовж багатьох років письменниця викладала «Основи журналістики» у Луцькій гімназії № 14 та була керівником гімназійної літературної студії «Гнідавське гроно».

## Творчий доробок
Працюючи редактором відділу національного відродження, Валентина Штинько опублікувала ряд цікавих публіцистичних і краєзнавчих матеріалів на сторінках газети «Волинь-нова», а також у трьох томах збірника «Роде наш красний. Волинь у долях краян і людських документах», в альманахах обласної організації НСПУ «Світязь», журналі «Волинь», збірниках «Ми — волинські журналісти» та «Волинь у нашій долі», «Волинського цвіту по всьому світу» та ін. 
Стала ініціатором рубрики «Храми і люди», яка впродовж десяти років велася на сторінках «Волині». У 2010 р. матеріали рубрики вийшли окремою книгою нарисів і були відзначені як найкраща книга у номінації «Історико-краєзнавча література» за підсумками другого етапу обласного конкурсу «Світ волинської книги–2011».
Валентина Штинько — автор трьох поетичних збірок, художньо-документальної повісті та двох дитячих книжечок.

## Про Валентину Штинько
- Бондарук Л. Народжена у Хмарній Долині для Сонячних Слів / Л. Бондарук // Волинь-нова. — 2013. — № 21. — С. 12.
- Великого слова наречена: Валентина Штинько (Хмельовська) 23 лютого святкуватиме свій ювілейний день народження // Діалог. — 2013. — № 7. — С. 4.
- Гатальська Н. Тернові слова любові лунали в Затурцях / Н. Гатальська //Сім'я і дім. — 2013. — № 8. — С. 4.
- Гей В. Тінь і світло сльози / В. Гей // Гей В. При світлі сивої роси: з літ. щоденника: статті, виступи: рядки з рецензій: принагідні записи / В. Гей. — Луцьк, 2001. — С. 247—248.
- Горик Н. Тріпоче в серці подив / Н. Горик // Світязь: альм. Волин. обл. орг. Нац. спілки письменників України. — Луцьк, 2013. — Вип. 19. — С. 118—121.
- Два крила: журналістика і поезія // Волинь-нова. — 2003. — 22 лют.
- Кириленко М. Закохана у квіти і поезію / М. Кириленко // Волинь-нова. — 2012. — 31 берез. — С. 8.
- Ковальчук Є. 23 лютого 60 років від дня народження В. С. Штинько (1953) — української поетеси, журналістки, заслуженого журналіста України / Є. Ковальчук // Календар знаменних і пам'ятних дат Волині на 2013 рік / [ред.-упоряд. Є. І. Ковальчук, А. А. Панагайба]. — Луцьк, 2012. — С. 27–30.
- Оляндер Л. Життю не заперечиш / Л. Оляндер // Штинько В. Наречена гетьманича / В. Штинько. — Луцьк: Терен, 2008. — С. 3–6. — Рец. на кн. : Штинько В. Наречена гетьманича: Галя Мельник-Калужинська / В. Штинько. — Луцьк: Терен, 2008. — 256 с.
- Павлюк І. Штинько Валентина Сергіївна / І. Павлюк // Українська журналістика в іменах: матеріали до енцикл. слов. — Львів, 2000. — Вип. 7. — С. 384.
- Рудюк Г. Творчий вечір на рідній землі /Г. Рудюк //Волинь-нова. — 2010. — № 23. — С. 9.
- Самуляк О. Маленьке диво для малят: [про видання книги для дітей «Давай дружити» В Штинько з худ. оформленням В. Михальської] / О. Самуляк // Волинь-нова. — 2010. — № 32. — С. 7.
- Сидорук Л. Нова грань таланту письменниці / Л. Сидорук // Світязь: альм. Волин. орг. Нац. Спілки письменників України. — 2009. — Вип. 15. — С. 184—185.
- Слюсар А. Волинська Мавка: поезія Валентини Штинько / А. Слюсар // Укр. мова й літ. в сучас. шк. — 2013. — № 1. — С. 64–67.
- Стасюк С. Хвора поезією і квітами / С. Стасюк // Аверс-прес. — 2012. — 8 берез. — С. 4.
- Супрунюк Н. Валентина Штинько — найпопулярніша жінка Луцька / Н. Супрунюк // Ініціатива. — 2007. — № 3. — С. 11.
- Тимощук Я. Книга, за яку агітують першокласники / Я. Тимощук // Волинь-нова. — 2012. — № 148. — С. 16.
- Трофимчук Т. Книгу Валентини Штинько презентували у Києві / Т. Трофимчук // Волинь-нова. — 2010. — № 124. — С. 7.
- Штинько (Хмельовська) Валентина Сергіївна: [матеріали про письменника] // Волинь літературна: наші сучасники: зб. матер. про письменників Волині, членів Нац. спілки письменників України / [ред.-упоряд. Н. Горик]. — Луцьк, 2010. — С. 322—331.
- Якубовська М. Віддзеркалення: короткий есей про В. Штинько / М. Якубовська // Дзвін. — 2005. — № 5/6. — С. 64.

## Відзнаки
Валентині Штинько у 2016 році надано звання «Почесний журналіст України».
Також нагороджена:
- Грамотою Верховної Ради України;
- Почесним знаком Національної спілки журналістів України «Журналістська гідність»;
- Золотою медаллю української журналістики;
- Церковним орденом Почаївської Божої Матері.
- Обласною журналістською премією ім. Полікарпа Шафети у галузі публіцистики.